# Sébastien Minard
Sébastien Minard (Senlis, 12 giugno 1982) è un ex ciclista su strada francese, professionista dal 2005 al 2016.

## Carriera
Passato professionista nel 2005 con la RAGT Semences, nelle stagioni seguenti ha corso per la Cofidis (2006-2010) e per la AG2R La Mondiale (2011-2016). Ha spesso assunto il ruolo di gregario, ma ha anche ottenuto in carriera tanti piazzamenti in classiche e brevi corse tappe, oltre a due vittorie: la decima tappa del Tour de l'Avenir nel 2005 e la Parigi-Camembert 2010. Nel 2015 è stato invece selezionato in Nazionale per la prova in linea dei mondiali di Richmond.

## Palmarès
- 2004

Ronde de l'Oise
- 2005 (RAGT Semences, una vittoria)

10ª tappa Tour de l'Avenir (Blaye-les-Mines > Blaye-les-Mines, con la Nazionale francese)
- 2010 (Cofidis, una vittoria)

Parigi-Camembert

## Piazzamenti

### Grandi Giri
- Giro d'Italia

2003: 60º
2004: 34º
2007: 47º
2008: 56º
2011: 70º
- Tour de France

2009: 38º
2010: 92º
2011: 110º
2012: 65º
2013: 124º
2014: 99º
- Vuelta a España

2006: 44º
2007: 57º
2008: 71º
2010: 102º
2015: 96º
2016: non partito (6ª tappa)

### Classiche monumento
- Giro delle Fiandre

2011: 24º
2012: 50º
2013: 54º
2014: 20º
2015: 89º
2016: 78º
- Parigi-Roubaix

2005: 61º
2008: 105º
2009: 29º
2010: 46º
2011: 40º
2012: 39º
2013: 45º
2014: 23º
2015: 46º
2016: 66º
- Liegi-Bastogne-Liegi

2014: ritirato
2015: ritirato
2016: 152º
- Giro di Lombardia

2007: 53º
2009: 57º

### Competizioni mondiali
- Campionati del mondo

Verona 2004 - In linea Under-23: ritirato
Richmond 2015 - In linea Elite: ritirato